# Giuseppe Mariani (1898-1982)
Giuseppe Mariani (Seregno, 21 augustus 1898 – ?, 24 november 1982) was een Italiaans componist, muziekpedagoog, dirigent, organist en fluitist.

## Levensloop
Mariani studeerde aan het Conservatorio "Giuseppe Verdi" (Milaan) in Milaan bij Ettore Pozzoli, Luigi Longhi (dwarsfluit) en Vincenzo Ferroni (compositie en instrumentatie voor banda). Hij werd dirigent van de Banda Corpo Musicale S.Cecilia di Seregno en nam in 1938 deel aan de kwalificatie voor de functie als directeur van de muziekacademie in Venetië. Alhoewel hij won, werd hij niet aangesteld, omdat hij geen lid was van de fascistische partij. Vanwege dezelfde redenen werd hij in 1938 ontslagen als dirigent van de Banda Corpo Musicale S.Cecilia di Seregno. In het vervolg werd hij dirigent van de Banda Corpo Musicale SS. Ambrogio e Simpliciano in Carate Brianza en aldaar ook organist en koorleider aan de parochiekerk. In deze functie bleef hij tot 1951. Hij was ook rond 40 jaar muziekdocent in het Seminario di S. Pietro Martire in Seveso. In 1939 en 1940 was hij dirigent van de Banda Corpo Bandistico S. Cecilia Lissone van 1858.
Mariani instrumenteerde een fantasie uit de opera Falstaff, twee fantasieën uit de opera Otello, maar ook het finale uit de 2e akte van de opera Aida van Giuseppe Verdi voor banda (harmonieorkest). Verder instrumenteerde hij een fantasie uit de opera Edgard van Giacomo Puccini. Als componist schreef hij missen en andere kerkmuziek, werken voor banda, opera's, vocale en instrumentale muziek en kamermuziek.

## Composities

### Werken voor orkest
- 1918 Valzer, voor piano en kamerorkest

### Werken voor banda (harmonieorkest)
- 1926 Omaggio a Chopin, wals voor banda (harmonieorkest)
- 1929 Pastorale per banda
- 1931 Valzer per banda
- 1946 Pange lingua - zie: Missen en andere kerkmuziek
- Concordia, mars
- Marcia

### Missen en andere kerkmuziek
- 1929 Ave Rex Noster - Preludio e fuga, voor gemengd koor
- 1933 Invocazione a S. Carlo, motet voor vier solisten en orgel
- 1934 Justus Mottetto per la festa di S. Carlo, voor gemengd koor
- 1935 Benedicat terra domino, mis voor driestemmig mannenkoor en orgel
- 1935 Ave verum, motet voor driestemmig koor
- 1935 Laetentur coeli, motet voom driestemmig koor
- 1935 Magnificat, voor gemengd koor
- 1936 Le donne ebree, in 2 delen voor zangstem en piano
- 1937 Reges Tharsis, motet voor tweestemmig koor en orgel
- 1937 Laetentur coeli, kerstmotet voor 3 gelijke stemmen
- 1938 Diciate justo, offertorio-motet voor gemengd koor
- 1938 Adeste fideles, pastorale mis voor tweestemmig koor
- 1939 Juravit dominus, motet voor vijfstemmig koor
- 1939 Salmo 83 (Psalm 83), motet voor vijfstemmig koor
- 1939 La passione, voor vocale solisten en gemengd koor
- 1939 Panis angelicus, motet voor driestemmig gemengd koor en orgel
- 1939 Missa Cornelia pro defunctis, voor 3 gelijke stemmen
- 1940 In nomine Domini, mis voor gemengd koor en orgel
- 1940 Grandis pulchritudo ejus, motet voor driestemmig gemengd koor
- 1942 Preghiera al S. Cuore di Gesù, motet voor driestemmig koor en orgel
- 1942 Giaculatoria al S. Cuore di Gesù, voor zangstem en orgel
- 1945 Cibavit eos, motet voor gemengd koor
- 1946 Ave regina coelorum, motet voor gemengd koor
- 1946 Pange lingua, motet voor driestemmig gemengd koor koor en (banda) harmonieorkest
- 1948 Gaudeamus, voor tweestemmig koor
- 1948 In flore mater, mis voor driestemmig gemengd koor
- 1948 Offertorio Mottetto, voor 2 gelijke stemmen
- 1948 Introito, motet voor tweestemmig koor
- 1949 Cordis Jesu, mis voor gemengd koor en orgel
- 1951 Gloria pastorale, voor driestemmig gemengd koor
- 1951 Lux fulgebit, motet voor driestemmig gemengd koor
- 1953 Magnificat, voor gemengd koor
- 1953 B.V. Immaculatae, mis voor mannenkoor
- 1953 Offertorio, motet uit de "messa di S. Valeria"
- 1954 Pange lingua, processiehymne voor driestemmig gemengd koor
- 1954 Ave Maria, voor tweestemmig vrouwenkoor en orgel
- 1954 Cantata, voor solisten, gemengd koor en piano
- 1955 Adeste fideles, mis voor driestemmig gemengd koor
- 1955 Otto canti per la S. comunione, voor unisono koor en orgel (of harmonium) - tekst: Alessandro Manzoni
- 1957 Divi Joseph, mis voor driestemmig gemengd koor
- 1958 Ave Maria, motet voor driestemmig gemengd koor
- 1958 Regina Coeli, motet voor vrouwenkoor
- 1958 A San Giuseppe, voor zangstem en orgel
- 1958 Tu es Sacerdos, motet voor 3 middenstemmen en orgel
- 1960 Adeste fideles, mis voor driestemmig gemengd koor en orgel
- 1961 Missa de Angelis, voor gemengd koor
- 1961 Resonet in laudibus, voor gemengd koor
- 1961 Salve regina, motet voor gemengd koor
- 1961 Trittico al S. Cuore, motet voor vrouwenkoor en orgel
- 1962 Rifulgi Eucaristia, hymne voor gemengd koor, samenzang en orgel
- 1962 Sanctus, voor driestemmig gemengd koor
- 1962 Veni Sancte Spiritus, motet voor vrouwenkoor
- 1963 Preghiera alla B.V. Addolorata, voor gemengd koor
- 1964 Ave Maria, motet voor tenor, gemengd koor en orgel
- 1964 Regina Coeli, motet voor driestemmig gemengd koor
- 1965 Sanctus, voor gemengd koor
- 1965 Serenia, mis voor gemengd koor
- 1967 Ave Maria, motet voor vrouwenkoor
- 1969 Preghiera, voor zangstem en orgel
- 1970 Cristo vince, motet voor gemengd koor
- 1970 Divi Joseph, mis voor driestemmig gemengd koor en orgel
- 1973 Messa parrocchiale, voor middenstem en orgel
- 1977 Padre Nostro, preghiera voor middenstem en orgel
- 1978 Eterno sommo Iddio, preghiera voor zangstem en orgel
- 1981 Resurrexi, Sequenza romana voor gemengd koor en orgel
- 1981 Angelus Domini, Sequenza romana voor gemengd koor en orgel
- 1981 Victimae Paschali, Sequenza romana voor gemengd koor en orgel
- Adoro te devote, motet voor 3 gelijke stemmen
- Ave maria di Fatima, voor driestemmig gemengd koor
- Dominus pars hereditatis, motet voor 3 gelijke stemmen
- Inno alla Madonna di S. Bernardo, populaire hymne voor samenzang en orgel
- Introito dell’Immacolata Concezione, motet voor gemengd koor en orgel
- La Santa Comunione
- Non dimittam Te, motet voor vrouwenkoor
- O sacrum convivium, motet voor gemengd koor
- Preghiera al S. Cuore di Gesù, voor 3 gelijke stemmen
- Preghiera della sera, motet voor 2 gelijke stemmen
- Psallentes, offertorio-motet voor 2 gelijke stemmen
- Suscipe me, motet voor 3 gelijke stemmen
- Tantum ergo, hymne voor gemengd koor
- Tota pulchra, motet voor driestemmig gemengd koor en orgel
- Tu es sacerdos, motet voor driestemmig gemengd koor

### Muziektheater

#### Opera's
| Voltooid in | titel                            | aktes       | première | libretto       |
| ----------- | -------------------------------- | ----------- | -------- | -------------- |
| 1923-1924   | Il gatto dagli stivali           | 3 bedrijven |          | Arturo Rossato |
| 1950        | Hans il giocoliere della Madonna | 3 bedrijven |          |                |

#### Toneelmuziek
- 1925 Avemaria, drama in 3 bedrijven met gezang en pianobegeleiding - tekst: Illica Cavacchioli
- 1938 Il piccolo aviere, scènes met recitatie en zang met piano
- Le tre campane, allegorische actie met zang en dans

### Vocale muziek

#### Werken voor koor
- 1933 Le pecorine Scenetta, voor unisono kinderkoor en piano
- 1933 Dalle fiamme alla reggia Fiaba musicale, voor gemengd koor en kamerorkest
- 1935 Augurio, voor tweestemmig koor
- 1939 Marinaresca, voor unisono koor en piano
- 1947 Ninna Nanna, voor zangstem en piano
- 1952 Pastorale, voor driestemmig kinderkoor
- 1952 Nenia pastorale, voor gemengd koor
- 1968 Canti popolari lombardi, voor gemengd koor
- 1969 Canti popolari lombardi, voor gemengd koor
- 1980 Marinaresca, voor gemengd koor
- La mietitura, folkloristisch scenisch lied voor tweestemmig koor en piano

#### Hymnes
- 1918 Inno della III Armata, voor zangstem en piano - tekst: Santoli Raffaele
- 1940 Inno di ALA
- 1945 Inno, voor zangstem en piano
- 1946 Inno, voor 3 gelijke stemmen en piano
- 1954 Inno per il centenario della casa di provvidenza
- 1961 Canti popolari lombardi, voor driestemmig gemengd koor
- A Sesto San Giovanni, hymne voor zangstem en piano
- Centenario, hymne voor gemengd koor en orgel
- Inno per i piccoli amici del seminario, voor zangstem en piano

#### Liederen
- 1920 Allora - Melodia in musica, voor zangstem en kamerorkest - tekst: G. Pascoli
- 1925 A te, fanciulla bionda, voor zangstem en piano
- 1956 Juravit Dominus, voor middenstem en piano
- 1960 3 canti
- Canzone del volontario, voor zangstem en piano

### Kamermuziek
- 1931/1981 Tramonto, voor viool en piano
- 1938 Scherzo in D majeur, voor viool en piano

### Werken voor orgel
- 1935 Aspirazione
- 1936 Pastorale
- 1937 Elevazione, Andante
- 1955 Dominus Silebit Donec Reclamabis, Andante
- 1956 Comunione
- 1960 Mater Misericordiae
- 1961 Entrata pontificale
- 1961 Laetamini justi, offertorio
- 1962 Elevazione
- 1965 Pastorale orientale
- Contemplazione
- Elegia
- Meditazione
- Meditazione

### Werken voor piano
- 1927 Primavera
- 1929 Per la brianza, serenade

### Pedagogische werken
- 1949 Metodo popolare per tromba : tromba contralto in mi♭, e tromba bassa in si♭, Milano: Ricordi
- 1957 Metodo popolare - per trombone tenore in si bem, flicorno tenore in chiave di fa, flicorno baritono (bombardino), Milano: Ricordi
- 1980 Metodo popolare per oboe e corno inglese, Milano: Ricordi